# Gimnosperme
Gymnospermae sunt un grup de plante lemnoase (arbori și arbuști) cu lemnul format predominant din traheide. Florile sunt bărbătești și femeiești, iar sămânța este neînchisă în fruct (din greacă γυμνός "gymnós" = dezvelit și σπέρμα "spérma" = sămânță), fiind plante cormofite (cu organe diferențiate), plante care nu fac fructe, deoarece carpelele florilor nu se închid pentru a forma un ovar adevărat (carpelă deschisă). Gimnospermele reprezintă un grup străvechi de plante superioare apărute cu circa 350 milioane de ani în urmă. Organele acestora produc un lichid cleios numit rășină, care le face rezistente la frig.

## Sistematică
Gimnospermele formează un taxon monofiletic. Cuprinde următoarele grupeː
- Cycadales (Cycadophyta): având circa 200-300 specii
- Ginkgoales (Ginkgophyta): din care mai există doar o singură specie, Ginkgo biloba (arborele pagodelor)
- Pinales (Pinophyta sau Coniferopsida): cu aproximativ 600-630 specii
- Gnetophytaː cu circa 69-81 specii

## Galerie de poze

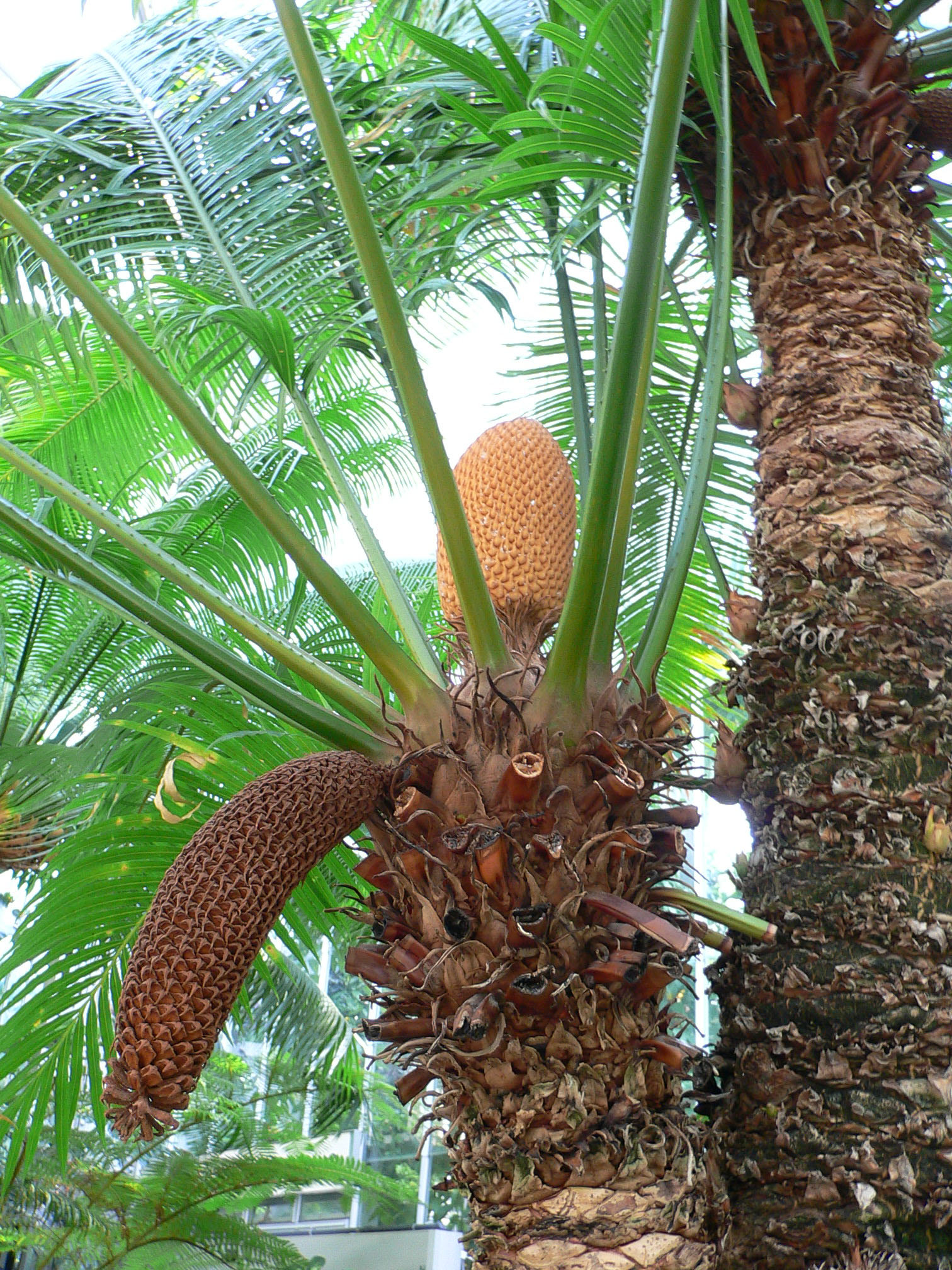
Cycas circinalis, Cycadaceae, Cycadales (Cycadophyta), cu frunze penate și inflorescență masculină
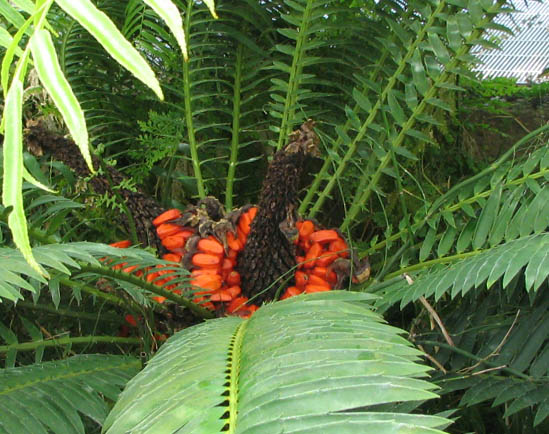
Encephalartos lebomboensis, Zamiaceae, Cycadales (Cycadophyta), cu sămânță matură
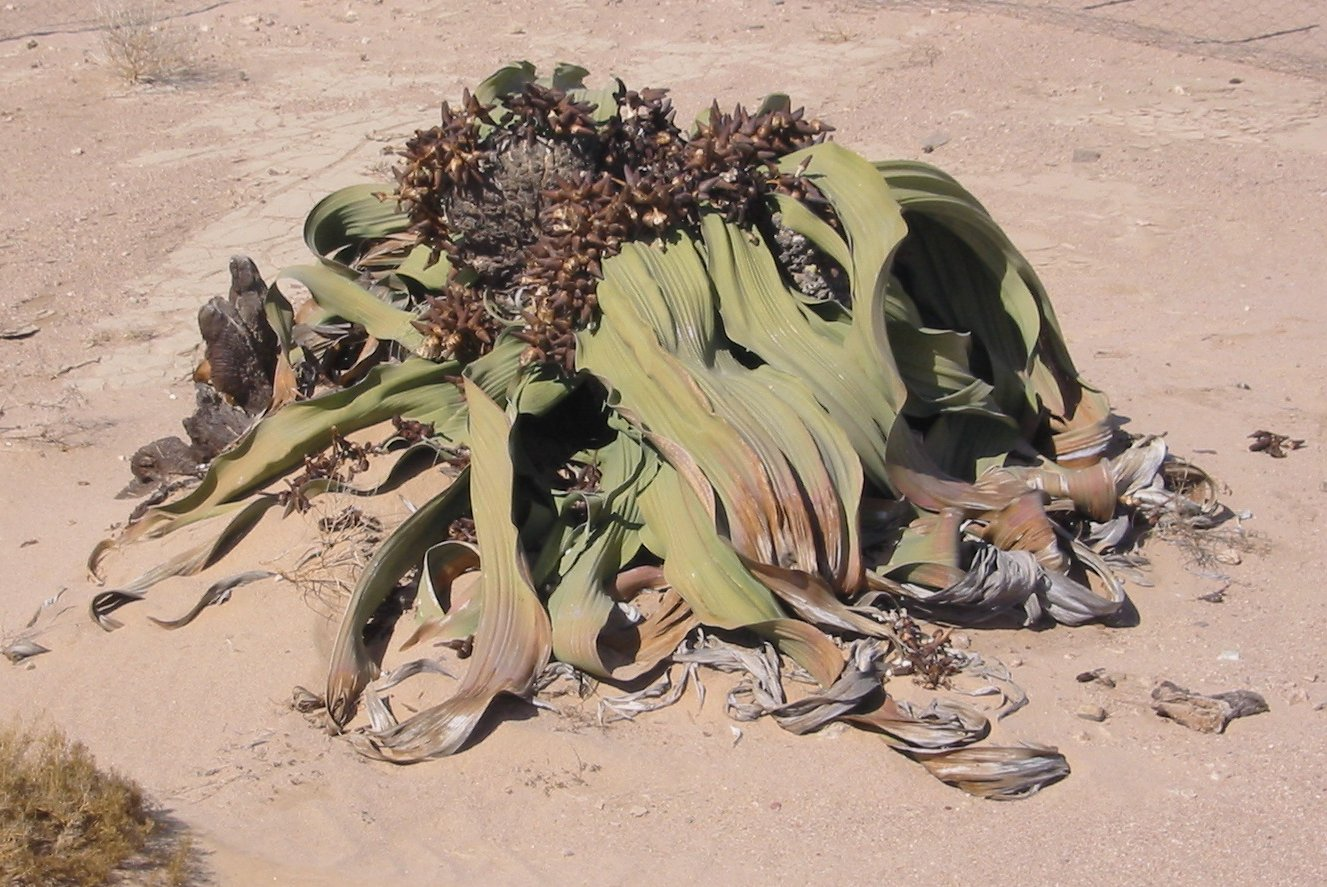
Welwitschia mirabilis, Gnetophyta
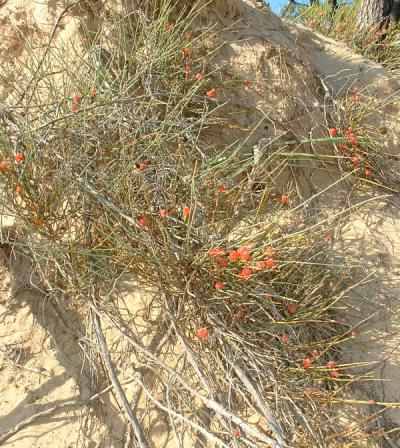
Ephedra distachya, Gnetophyta
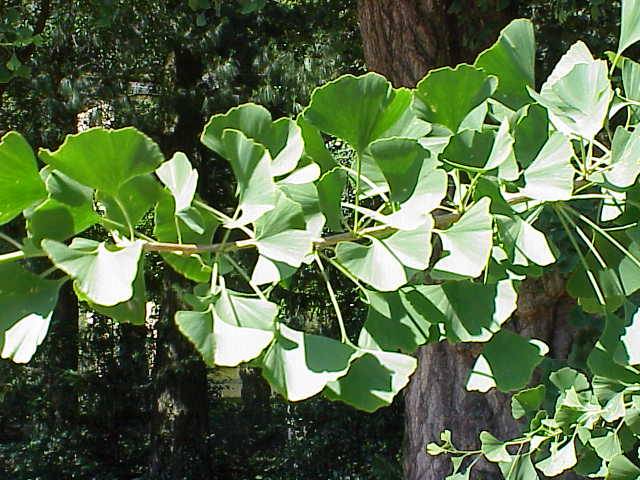
Ginkgo biloba, Ginkgoales (Ginkgophyta), creangă cu frunze
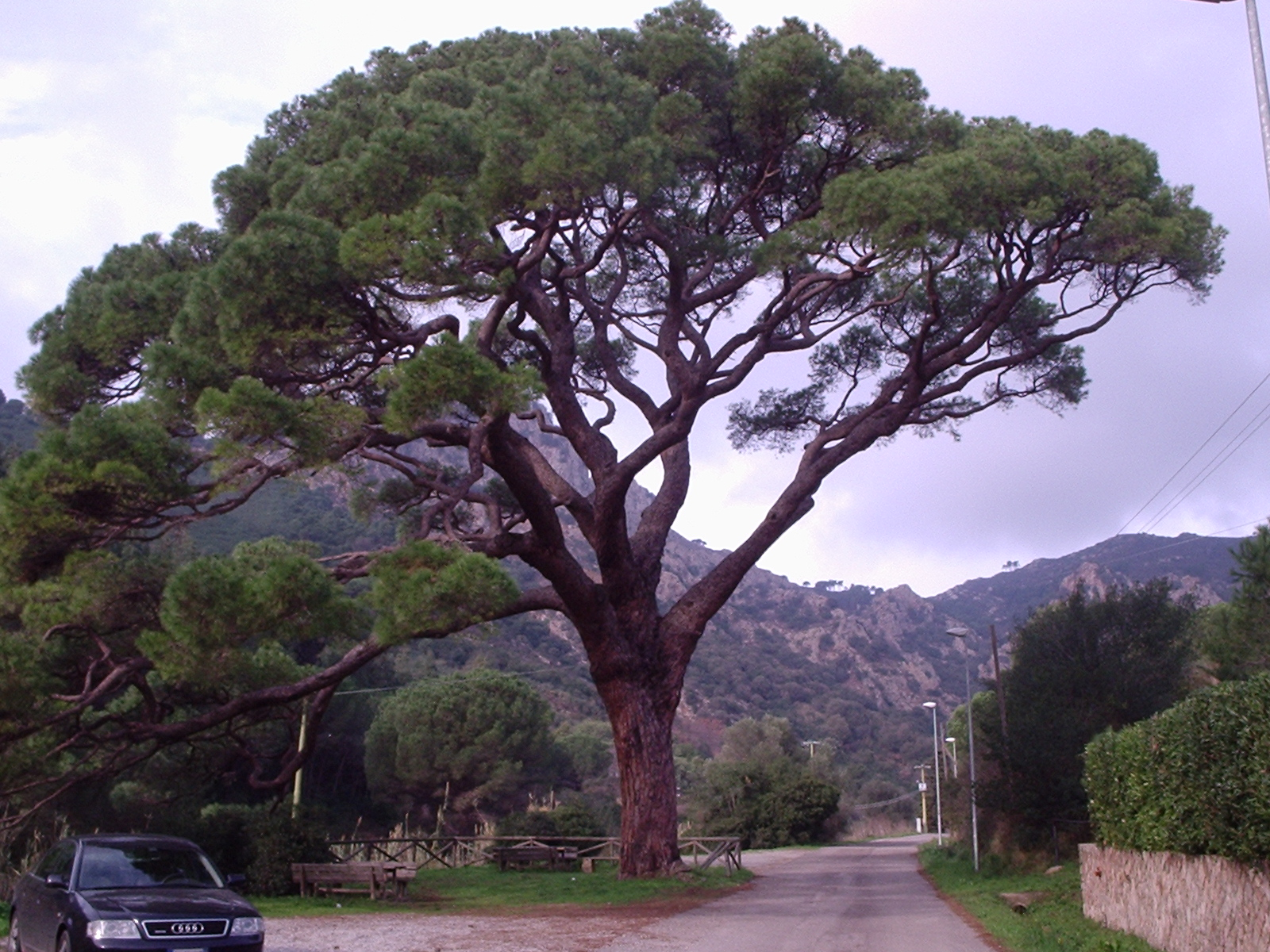
Pinus pinea, Pinophyta, Pin
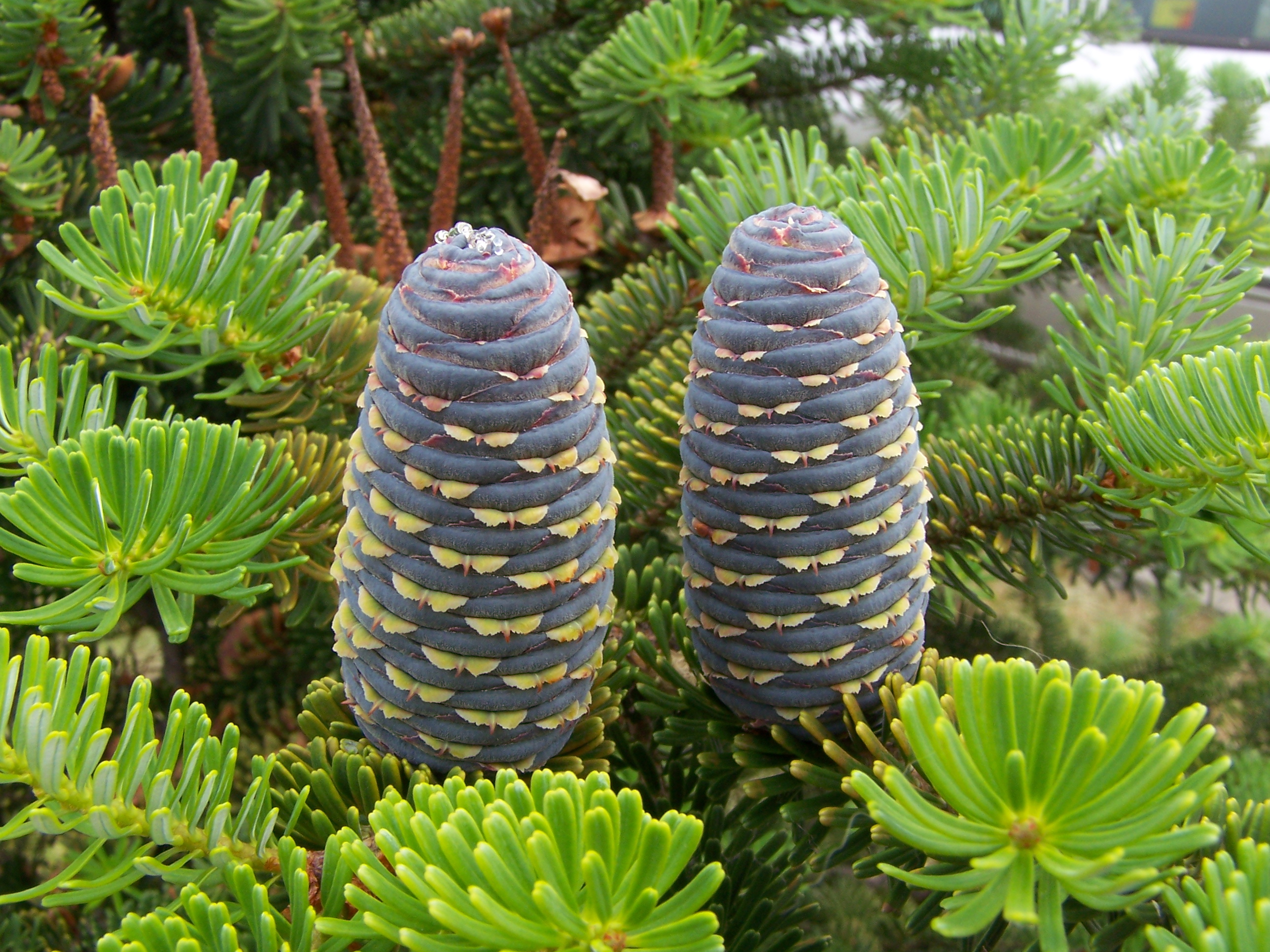
brad corean, un reprezentant al acestui gen de plante